# Marcos Alonso Mendoza
Marcos Alonso Mendoza (Madrid, 28 de desembre de 1990) és un futbolista espanyol que ocupa la demarcació de lateral esquerre al RC Celta de Vigo. Format a les categories inferiors del Reial Madrid CF. Ha estat internacional en les categories inferiors de la selecció espanyola, i també amb la selecció espanyola absoluta.

## Trajectòria
Format a les categories inferiors del Reial Madrid CF des de categoria infantil, va arribar al Castella el gener de 2009, procedent de la categoria juvenil. L'11 de desembre de 2009 va ser convocat per primer cop amb el primer equip, davant l'absència de Marcelo. El seu debut arribaria a l'Estadi El Sardinero el 4 d'abril de 2010, com a substitut de Gonzalo Higuaín.
El juliol de 2010 va fitxar pel Bolton Wanderers anglès.
Va marcar el primer gol amb el Bolton el 31 de març de 2012, fent el segon gol en una victòria per 3–2 contra el Wolverhampton Wanderers FC en Copa de la Lliga. Al final de la temporada 2012-13 de la Football League, fou elegit jugador de l'any per The Bolton News, amb un 37% del vots.

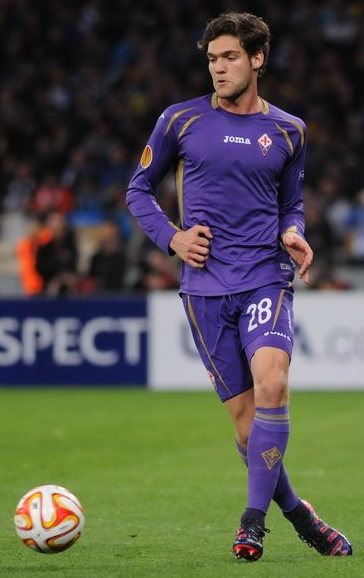
Alonso jugant a la Fiorentina en un partit de l'Europa League contra el Dynamo Kíev el 2015

### Fiorentina
El maig de 2013, Alonso va fitxar per l'ACF Fiorentina italiana amb un contracte de tres anys, tot i que el tècnic del Bolton Dougie Freedman li va oferir un nou contracte. El 30 de desembre, després que el jugador hagués fet nou aparicions oficials, el cap del Sunderland, Gus Poyet, va anunciar que s'hi incorporaria l'1 de gener de 2014, cedit fins al final de la campanya.
Alonso va jugar el seu primer partit amb el Sunderland el 7 de gener de 2014, amb els 90 minuts complets de la victòria a casa per 2-1 sobre el Manchester United FC de l''anada de la semifinal de la Copa de la Lliga i Sky Sports li va donar el premi al millor jugador del partit. Va jugar la final de la competició el 2 de març, sense poder evitar una derrota per 3-1 contra el Manchester City; va contribuir amb 20 aparicions a totes les competicions, ajudant al seu equip a mantenir la màxima categoria.
En tornar de la cessió Alonso es va convertir en un habitual, acumulant més de 70 aparicions en les seves dues últimes temporades de color morat. El 19 de març de 2015 va marcar el seu primer gol amb els Viola, en la victòria per 3-0 a casa dels seus companys italians AS Roma als vuitens de final de la UEFA Europa League.

### Chelsea

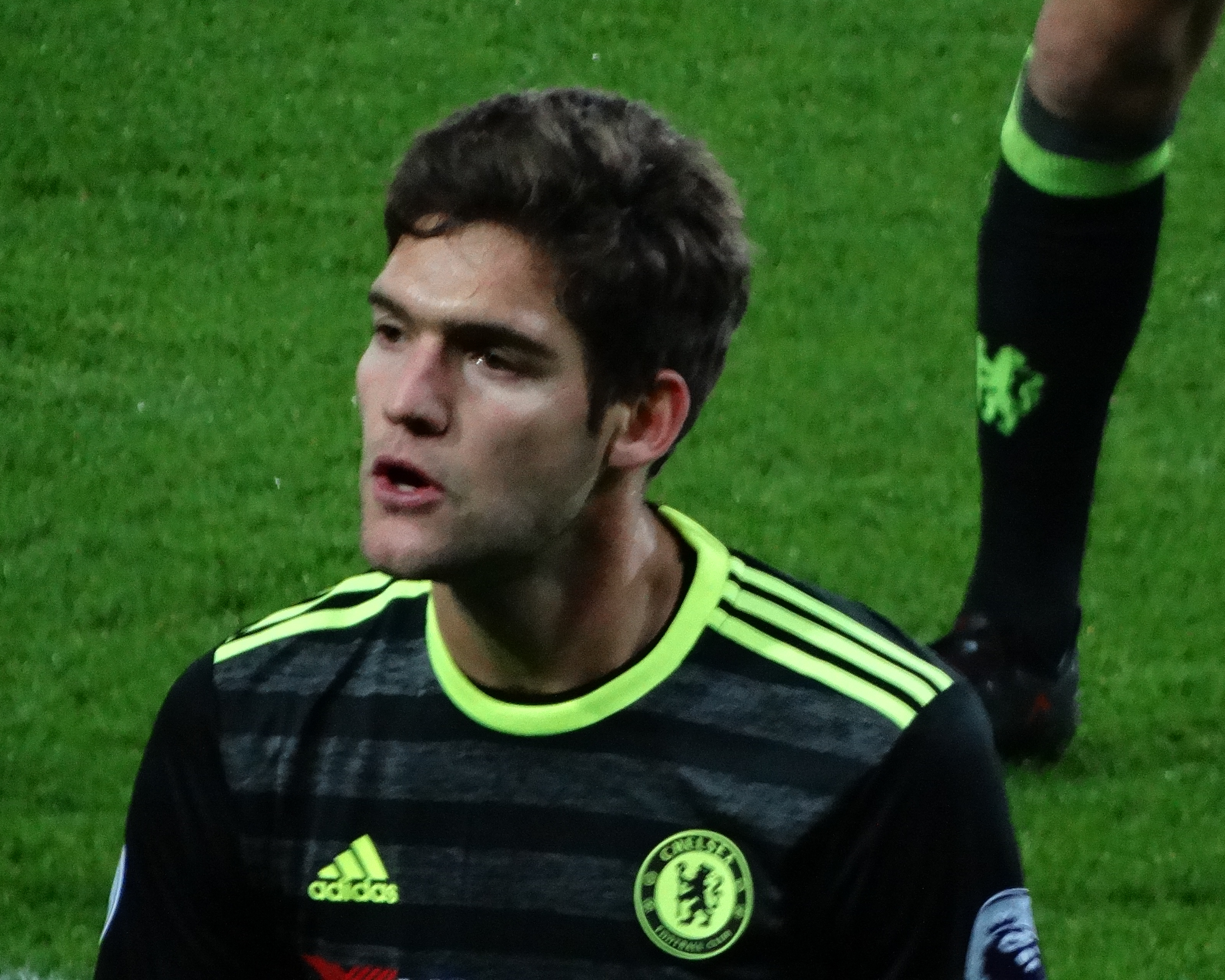
Alonso jugant al Chelsea FC el 2017

El 30 d'agost de 2016, després de 85 partits i cinc gols en total amb la Fiorentina, Alonso va completar el seu trasllat a Anglaterra després de signar un contracte de cinc anys amb el Chelsea FC per valor d'uns 24 milions de lliures esterlines. Va fer el seu debut el 20 de setembre, jugant els 120 minuts sencers en una victòria per 4-2 contra el Leicester City en la Copa EFL, i quatre dies més tard va aparèixer per primera vegada a la lliga en una derrota fora de casa per 0-3 davant l'Arsenal, sortint de la banqueta per substituir Cesc Fàbregas al minut 55.
Alonso va marcar el seu primer gol amb el club el 5 de novembre de 2016, en una victòria per 5-0 sobre l'Everton FC a Stamford Bridge. Va afegir dos gols més al seu compte al King Power Stadium, en una victòria per 3-0 contra el Leicester el 14 de gener de 2017.
L'abril de 2018, Alonso va rebre moltes crítiques per haver aparentment clavat els tacs de les seves botes a la cama de Shane Long durant una entrada en un partit de lliga contra el Southampton. No va ser recriminat de cap manera per l'àrbitre Mike Dean, que va rebre crítiques similars, però després va ser acusat de conducta violenta per l'Associació de Futbol que posteriorment li va imposar una sanció de tres partits.
Alonso va obrir el seu compte de gols de la temporada 2018-19 el 18 d'agost de 2018, marcant el gol guanyador per 3-2 al minut 81 del partit a casa contra l'Arsenal.
Alonso va marcar l'únic gol contra el Newcastle United a casa el 19 d'octubre de 2019, donant al Chelsea una victòria ajustada per 1-0. Va ser el seu primer gol de la temporada 2019-20.
Alonso va marcar el seu primer gol de la temporada 2020-21 el 31 de gener de 2021, marcant el segon en una victòria a casa per 2-0 sobre el Burnley FC, ajudant el nou entrenador Thomas Tuchel a aconseguir la seva primera victòria. El 8 de maig de 2021, Alonso va marcar el gol de la victòria contra el Manchester City quan el Chelsea va guanyar 2-1 a l'Etihad Stadium. Alonso no va sortir de la banqueta quan el Chelsea va derrotar el Manchester City per 1-0 a la final de la UEFA Champions League 2021.
Alonso va marcar el primer gol del Chelsea de la temporada 2021-22 contra el Crystal Palace, de tir lliure, en una victòria a casa per 3-0. Va capitanejar el club per primera vegada l'11 de setembre de 2021 en un partit de lliga a casa contra l'Aston Villa.

### FC Barcelona
El 2 de setembre de 2022, Alonso va signar contracte amb el FC Barcelona per un any, després de deixar el Chelsea per mutu acord un dia abans. L'1 de novembre de 2022, va marcar el seu primer gol en Champions League en una victòria per 4–2 a fora contra l'FC Viktoria Plzeň. El 27 de gener de 2023, Alonso va ampliar el seu contracte amb el Barça fins al 30 de juny de 2024, amb una clàusula de rescissió de 50 milions d'euros.

### Celta de Vigo
Després de l'expiració del seu contracte a Barcelona l'1 de juliol de 2024, Alonso va signar amb el Celta de Vigo el 28 d'agost de 2024 amb un contracte inicial d'un any.

## Carrera internacional
El 16 de març de 2018, Alonso va rebre la seva primera convocatòria per a la selecció espanyola per als amistosos contra Alemanya i Argentina a finals d'aquell mes. Va debutar contra aquest últim el dia 27 en una victòria per 6-1 a l'Estadi Metropolità on va substituir Jordi Alba quan faltaven 11 minuts per al final, esdevenint així la dels Alonso la primera família espanyola en tenir tres generacions d'internacionals absoluts, i la setena a nivell mundial.
Va ser titular a la final de la Lliga de Nacions de la UEFA 2021 que Espanya va perdre contra França per 1-2.

## Palmarès
Chelsea FC
- 1 Campionat del Món de Clubs: 2021
- 1 Lliga de Campions de la UEFA: 2020-21
- 1 Lliga Europa de la UEFA: 2018-19
- 1 Supercopa d'Europa: 2021
- 1 Premier League: 2016-17
- 1 Copa anglesa: 2017-18

FC Barcelona
- 1 Supercopa d'Espanya: 2023[36]
- 1 Lliga espanyola: 2022-23[37]

## Vida personal
És net del futbolista Marcos Alonso Imaz, guanyador de cinc Copes d'Europa amb el Reial Madrid i és fill del també futbolista Marcos Alonso Peña, que actuava com a extrem dret i jugà al Racing de Santander, Atlètic de Madrid, FC Barcelona i CD Logroñés.
El 2 de maig de 2011, Marcos Alonso va ser detingut per la policia després de la seva implicació en un accident de cotxe a Madrid. El cotxe que conduïa va xocar amb un mur causant la mort d'un dels passatgers del vehicle, una jove de 19 anys. Se l'acusava de conduir amb una taxa d'alcoholèmia superior a les taxes permeses per la llei espanyola. El febrer de 2016 se'l va condemnar a pagar una multa i va evitar la presó.